# Вишинскис, Повилас
По́вилас Виши́нскис (лит. Povilas Višinskis; 28 июня 1875, деревня Ушненай (ныне Кельмеский район), Российская империя — 23 апреля 1906, Берлин, Германская империя) — литовский общественный деятель, литературный критик, публицист.

## Биография

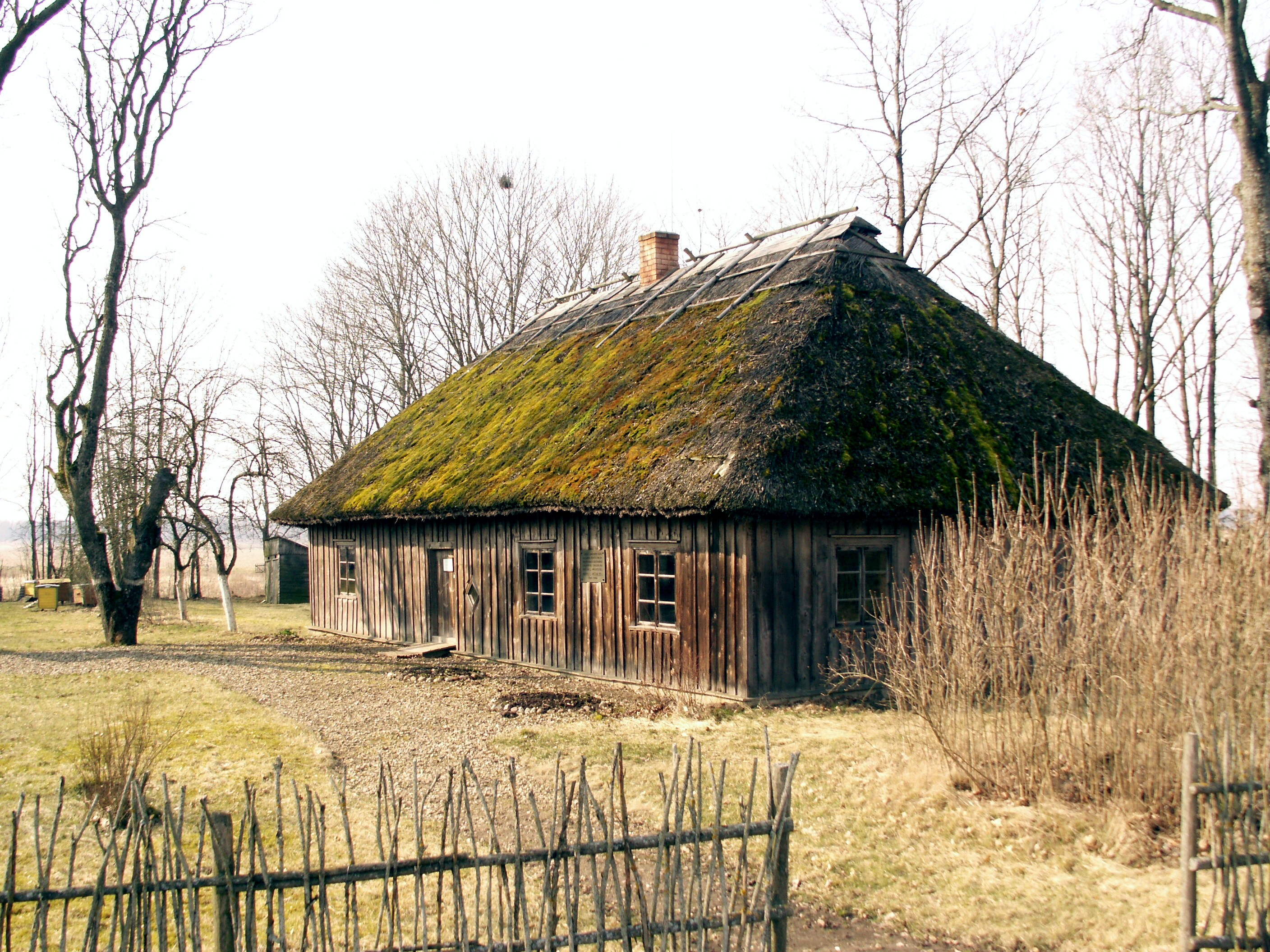
Родной дом Повиласа Вишинскиса

Повилас Вишинскис родился в семье крестьян Адомаса и Магдалены Вишинскисов. Гимназию окончил в Шавлях. В 1894—1898 годах изучал естествознание в Санкт-Петербургском императорском университете. С 1899 года жил в Куртувенай, Шяуляй. 
Участвовал в запрещённой литовской печати и её распространении, боролся против запрета литовской печати латинским шрифтом. Содействовал созданию литовского любительского театра. В 1899 году участвовал в постановке комедии Кятуракиса «Америка в бане».
Был одним из основателей Литовской демократической партии и составителем её программы (1902), но из-за разногласий с её правыми деятелями из партии вышел.
В 1904—1905 годах работал в редакции первой ежедневной литовской газете «Вильняус жинёс» („Vilniaus žinios“ и «Летувос укининкас» („Lietuvos ūkininkas“. В 1905 году основал издательское общество «Швеса» („Šviesa“, «Свет». Подготовил два литовских букваря (1905, 1907). Пользовался псевдонимами Шяулетис (Šiaulietis, «Шяуляец»), Шяулишкис (Šiauliškis, «Шяуляйский»), Ушненишкис (Ušnėniškis, «Ушненишский»).
Побудил к творческой деятельности писательниц Шатриёс Рагану (Марии Пячкаускайте), Жемайте, Лаздину Пеледу (Софию Иванаускайте-Пшибиляускене), поэта Йовараса.
Умер в Берлине. Похоронен в Вильнюсе на кладбище Росса (Rasų kapinės)

Памятник в Шяуляй

## Творчество
В своей публицистике осуждал самодержавие, национальный и социальный гнет, отстаивал демократические взгляды. В литературной критике пропагандировал реализм. Написал несколько реалистических рассказов. Автор труда «Антропологическая характеристика жмудинов» (написан в 1897 году, опубликован в 1935 году; на русском языке).

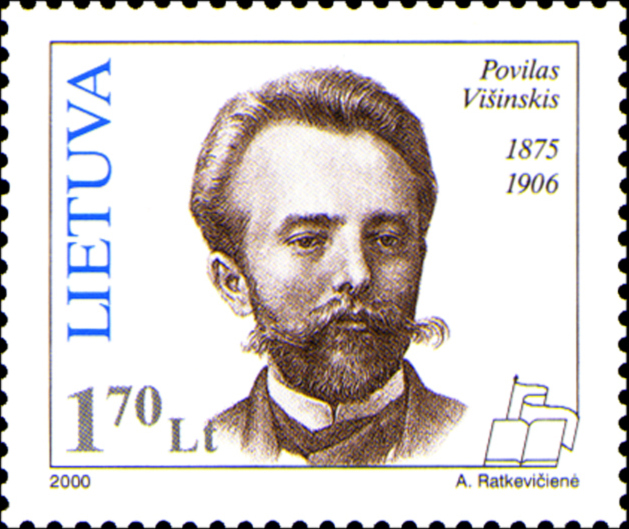
Марка почты Литвы (2000)

## Память
Народный университет, открытый в Шяуляй в 1927 году, носил имя Повиласа Вишинскиса. Его именем названа одна из центральных городских улиц. В 1989 году имя Вишинскиса было присвоено Шяуляйской публичной библиотеке (ныне Публичная библиотека Шяуляйского уезда). Библиотеку с 1990 года украшает мозаика «Повилас Вишинскис» шяуляйского художника Витолиса Трушис. В 1991 году в Шяуляй воздвигнут памятник Вишинскису (скульптор Стасис Жиргулис, архитекторы Эдмундас Макштутис, Валентинас Мазуронис) . Имя Повиласа Вишинскиса носят также улицы в Вильнюсе, Каунасе и других населённых пунктах Литвы.